# 2010年スロバキア国民議会選挙
2010年スロバキア国民議会選挙（2010ねんスロバキアこくみんぎかいせんきょ）は、スロバキア共和国の立法府であるスロバキア共和国国民議会（Národná rada Slovenskej repubuliky、一院制）を構成する議員を選出するために2010年6月に行われた選挙で、国民議会議員の任期満了によって行われたものである。

## 選挙制度
- 選挙権：18歳以上のスロバキア国民
- 被選挙権：21歳以上のスロバキア国民
- 選挙制度：比例代表制（全国1選挙区）

1. 政党名簿に記載されている候補者にはあらかじめ順位が割り振られ、有権者は提出された政党名簿から一つを選んで投票する（拘束名簿式）。しかし、投票者は名簿内の候補者、最大4名を選んで優先投票をすることも出来る。そして、一定の優先投票を得た候補者は、名簿の上位に繰り上がる。
2. 議席配分は最大剰余方式（ドループ式）で行われる。

- 議席阻止条項

1. 政党の場合は、全国集計で有効投票数の5％以上
2. 政党連合の場合は、2～3政党による連合の場合は7％以上、4政党以上の連合の場合は10％以上。

## 主要政党

### 与党
- 方向・社会民主主義（SMER-SD）：2004年12月に結成された中道左派政党。前回2006年の総選挙で第一党となり、党首のロベルト・フィツォが首相となった。
- 人民党・民主スロバキア運動（ĽS-HZDS）：ヴラジミール・メチアル元首相率いる民主スロバキア運動（HZDS）の後身政党。綱領はスロバキア人ナショナリズムとキリスト教伝統保守を折衷させたものであるが、メチアルの個人人気と人民主義的政策で支持を集めてきた。
- スロバキア国民党（SNS）：1990年3月に結成。スロバキア人ナショナリズムを基調とする民族主義政党。

### 野党
- スロバキア民主キリスト教連合・民主党（SDKÚ-DS）：2006年にスロバキア民主キリスト教連合（SDKÚ）に民主党（DS）が合流して結成された中道右派政党。同党の政治資金に関するスキャンダルの発覚で2010年2月、ミクラーシュ・ズリンダ党首が国民議会選挙への立候補見送りと党首辞任を表明。イヴェタ・ラジチョヴァー副党首が党首に昇格した。
- キリスト教民主運動（KDH）：1990年2月に結成されたキリスト教民主主義を志向する右派政党。
- ハンガリー人連合党（SMK/MKP）：スロバキア国内に居住するハンガリー人の権利を主張する政党。
- モスト（橋）（MOST-HÍD）：2009年春以降、派閥争いが激化したSMKにおいて、党指導部に反発して同党を離党したグループが2009年7月に結成した政党。
- 自由と連帯（Sloboda a Solidarita）：
- スロバキア共産党 ：極左の共産主義政党。

## 選挙結果
投票日：2010年6月12日
| 登録有権者数 | 4,362,369 |
| 投票者数     | 2,566,779 |
| 投票率       | 58.83％   |
| 有効投票数   | 2,529,385 |
| 有効投票率   | 98.63％   |

出所：Summary voting results for the Slovak Republic
| 党派                                         | 得票数    | 得票率 | 議席数 | 議席率 |
| -------------------------------------------- | --------- | ------ | ------ | ------ |
| 方向・社会民主主義 SMER-SD                   | 880,111   | 34.79  | 62     |        |
| スロバキア民主キリスト教連合・民主党 SDKÚ-DS | 390,042   | 15.42  | 28     |        |
| 自由と連帯 Sloboda a Solidarita              | 307,287   | 12.14  | 22     |        |
| キリスト教民主運動 KDH                       | 215,755   | 8.52   | 15     |        |
| 橋 MOST-HÍD                                  | 205,538   | 8.12   | 14     |        |
| スロバキア国民党 SNS                         | 128,490   | 5.07   | 9      |        |
| ハンガリー人連合党 SMK/MKP                   | 109,638   | 4.33   | 0      |        |
| 人民党・民主スロバキア運動 ĽS-HZDS           | 109,480   | 4.32   | 0      |        |
| 民主左翼党 SDL                               | 61,137    | 2.41   | 0      |        |
| 人民党・我らスロバキア ĽSNS                  | 33,724    | 1.33   | 0      |        |
| その他の政党                                 | 88,183    | 3.45   | 0      |        |
| 合計                                         | 2,529,385 |        | 150    |        |

出所：Number and share of valid votes for political parties（党派別得票数）とAssignment of seats to political parties（党派別議席数）。
注：有効得票率が1％未満の政党については「その他の政党」として一括合算して掲載した。